# Ángel Orué
Ángel Reinaldo Orué Echeverría, noto come Ángel Orué (Luque, 5 gennaio 1989), è un calciatore paraguaiano, attaccante dell'Atlántida.

## Palmarès

### Club

#### Competizioni nazionali
- Campionato albanese: 1

Skënderbeu: 2015-2016